# Mitropapokal 1966
Der Mitropapokal 1966 war die 26. Auflage des Fußballwettbewerbs. AC Florenz gewann das Finale gegen Jednota Trenčín.

## 1. Runde
|                     | Gesamt |                   | Hinspiel | Rückspiel |
| ------------------- | ------ | ----------------- | -------- | --------- |
| FK Sarajevo         | 2:4    | Wiener Sport-Club | 2:1      | 0:3       |
| MTK Budapest        | 1:2    | Slavia Prag       | 1:0      | 0:2       |
| Admira Wien         | 2:5    | Jednota Trenčín   | 2:1      | 0:4       |
| Roter Stern Belgrad | 3:2    | SSC Neapel        | 2:0      | 1:2       |

## 2. Runde
|                 | Gesamt |                     | Hinspiel | Rückspiel |
| --------------- | ------ | ------------------- | -------- | --------- |
| Slavia Prag     | 5:6    | Wiener Sport-Club   | 4:1      | 1:5       |
| Jednota Trenčín | 4:1    | Roter Stern Belgrad | 3:1      | 1:0       |

## Halbfinale
Vasas SC und der AC Florenz ziehen als Finalisten der vorherigen Ausgabe des Wettbewerbs direkt ins Halbfinale ein. Die Spiele fanden am 15. Juni 1966 in Florenz und Livorno statt.
|                 | Ergebnis |                   |
| --------------- | -------- | ----------------- |
| Jednota Trenčín | 1:0      | Vasas SC          |
| AC Florenz      | 4:2      | Wiener Sport-Club |

## Spiel um Platz 3
Das Spiel fand am 18. Juni 1966 in Pisa statt.
|          | Ergebnis |                   |
| -------- | -------- | ----------------- |
| Vasas SC | 4:3      | Wiener Sport-Club |

## Finale
Das Spiel fand am 19. Juni 1966 in Florenz statt.
|            | Ergebnis |                 |
| ---------- | -------- | --------------- |
| AC Florenz | 1:0      | Jednota Trenčín |